# La Femme au corbeau
Pour les articles homonymes, voir The River.
Pour plus de détails, voir Fiche technique et Distribution.
La Femme au corbeau (titre original : The River) est un film américain réalisé par Frank Borzage, sorti en 1929.
Ce film est partiellement perdu, mais les bobines restantes ont déjà été projetées dans certaines cinémathèques à New York, à Paris et en Suisse avec des cartons d'explications et des photos des scènes manquantes - essentiellement le début et la fin.

## Synopsis
Une jeune femme dont l'amant est emprisonné pour meurtre, rencontre un jeune homme vagabond. Isolés par la nature hostile et les intempéries, ils sympathisent et peu à peu un sentiment amoureux naît entre eux tandis que la jeune femme est « surveillée » par le corbeau qu'a laissé dans ce but son amant.

## Fiche technique
- Titre original : The River
- Titre français : La Femme au corbeau
- Réalisation : Frank Borzage
- Scénario : Dwight Cummins, Philip Klein, d'après le roman The River de Tristram Tupper
- Direction artistique : Harry Oliver
- Photographie : Ernest Palmer
- Montage : Barney Wolf
- Musique : Maurice Baron
- Producteur : William Fox
- Société de production : Fox Film Corporation
- Société de distribution : Fox Film Corporation
- Pays de production :  États-Unis
- Langue : Film muet - intertitres anglais
- Format : Noir et blanc - 35 mm - 1,37:1 - Muet avec des séquences parlées, de la musique synchronisée et des effets sonores[2]
- Genre : drame
- Durée : 84 minutes (8 bobines)[2]
- Date de sortie : 
  - États-Unis :22 décembre 1928 (Première à New-York)

## Distribution
- Charles Farrell : Allen John Spender
- Mary Duncan :  Rosalee
- Ivan Linow : Sam Thompson
- Margaret Mann : veuve Thompson
- Alfred Sabato : Marsdon
- Bert Woodruff : le meunier

## Autour du film
- Après la trilogie L'Heure suprême (Seventh Heaven) (1927), L'Ange de la rue (Street Angel) (1928), et L'Isolé (Lucky Star) (1929) c'est le premier film de Frank Borzage et Charles Farrell sans l'actrice oscarisée Janet Gaynor.